# Joe Parrish
Joe Parrish-James [pəriʃ-dʒeɪmz] (* 1995 in Bedfordshire, UK) ist ein britischer Gitarrist von Albion und war es bei Jethro Tull.

## Leben
Seine Liebe zur Musik fand er bereits mit drei Jahren. Mit sechs Jahren lernte er Gitarre. In seiner Kindheit war er Fan von Deep Purple, Steeleye Span und Iron Maiden. Er studierte Komposition und Arrangement am London College of Music.

## Werk/Wirken
Joe Parrish war von 2019 bis Februar 2024 Leadgitarrist der Progressive Rock Band Jethro Tull. Er folgte auf den Deutschen Gitarristen Florian Opahle. Mit den beiden neuen Alben war er jahrelang mit Jethro Tull international auf Tour.  
Außerdem wirkt Joe Parrish auch als Sänger und Gitarrist bei der Band Albion mit, wegen der er sein Engagement bei Jethro Tull aufgab. Sein Nachfolger bei Tull wurde Jack Clark, ehemaliger zweiter Gitarrist bei Albion.
Für Jethro Tull spielte er bei den letzten beiden Alben the Zealot Gene und Rökflöte mit.

## Instrumente und weitere Ausrüstung
Im Alter von 11 Jahren war seine erste E-Gitarre eine Yamaha Pacifica, später wechselte er zur John Petrucci 6 Musicman-Gitarre. Er hat eine JP6-Gitarre, eine Schecter Diamond Series 7 String, sowie eine Ibanez Parlour Acoustic. Er nutzt den Verstärker Blackstar ID:100 TVP und einen POD XT. Joe Parrish spielt Gitarre, Mandoline, Flöte und singt (Bariton, Tenor).